# Мальтійський будинок
«Мальтійський будинок» (фр. La Maison du Maltais) — французький трагікомедійний фільм 1938 року, поставлений режисером П'єром Шеналем за романом Жана Віньйо.

## Сюжет
Повія Сафія (Вівіан Романс) животіє в бідному кварталі разом зі своєю безталанною подругою Гретою (Жані Голт). У цьому ж місці, серед великої кількості арабів, вештається Маттео (Марсель Даліо), який розповідає історії та читає вірші місцевій злиденній публіці та має вигляд, немов зійшов зі сторінок якоїсь східної казки. Він швидко запримітив Сафію і вибрав її своєю принцесою. Та відповіла взаємністю, і в них зав'язався роман. Сафія, завагітнівши від Матео, стає для нього дбайливою «принцесою» і готова на все, аби поїхати жити з ним в його Мальтійський будинок, що з усіх боків обдувається вітрами сироко.
Щоб хоч якось прогодувати майбутню сім'ю Маттео вирушає в подорож, пов'язану з контрабандою, і надовго зникає. Батько чоловіка впевнений, що той загинув і звинувачує в усьому Сафію, а та у відчаї відгукується на залицяння багатого археолога з Парижа на прізвище Шервен (П'єр Ренуар). Помираюча в задушливому шпиталі Грета радить подрузі брехати і погоджуватися на пропозицію цієї немолодої і багатої людини. Сафія так і вчинила, сказавши, що носить в собі дитину Шервена та переїхала до нього в Париж. Маттео, що повернувся з тривалого плавання, також вирушає в Париж і за допомогою детектива Россіньйоля (Луї Жуве) знаходить свою кохану, але та не горить бажанням з ним спілкуватися, а сам детектив починає шантажувати тепер багату пані й вимагати велику суму грошей. Це  призводить до трагічних наслідків — Маттео, вирішивши не допустити, щоб чоловік покинув його колишнє кохання здійснює самогубство.

## У ролях
| • Вівіан Романс | … | Сафія                                        |
| • Луї Жуве      | … | Россіньйоль, приватний детектив та жантажист |
| • П'єр Ренуар   | … | Андре Шервен                                 |
| • Жані Ольт     | … | Грета, хвора повія                           |
| • Марсель Даліо | … | Маттео Гордіна, мальтійський поет і бродяга  |
| • Жина Мане     | … | Ольга                                        |
| • Фреель        | … | Розіна, власниця будинку розпусти            |
| • Жан Даві      | … | друг Шервена                                 |
| • Макс Дальбан  | … | друг Шервена                                 |
| • П'єр Лабрі    | … | ватажок                                      |
| • Гастон Модо   | … | кочегар                                      |
| • Флоранс Марлі | … | Діана, секретарка Россіньйоля                |

## Знімальна група
- Автори сценарію — П'єр Шеналь, Жак Компанєєц, Симон Гантійон, Герман Дж. Вейнберг за романом Жана Віньйо
- Режисер-постановник — П'єр Шеналь
- Продюсери — Мішель Кустофф, Р. Солмсен
- Оператор — Курт Курант
- Композитори — Жак Ібер, Махеддін
- Монтаж — Борис Левін
- Художник-постановник — Жорж Вакевич
- Асистент режисера — Анрі Калеф
- Звук — Еміль Лагард